# Juan de Herrera
Pour les articles homonymes, voir Herrera.
 (octobre 2008).
Si vous disposez d'ouvrages ou d'articles de référence ou si vous connaissez des sites web de qualité traitant du thème abordé ici, merci de compléter l'article en donnant les références utiles à sa vérifiabilité et en les liant à la section « Notes et références ».
Juan de Herrera, né en 1530 à Roiz (Valdáliga), Cantabrie, mort en 1597 à Madrid, était un géomètre, mathématicien et architecte espagnol de la Renaissance.

## Biographie
Il était né dans une famille de la noblesse espagnole ; petit-fils de Don Ruy Gutiérrez de Maliaño y Herrera, chef de la seigneurie de Maliaño (es). Cette ascendance lui assura la meilleure éducation. En 1594, il tomba malade et mourut à Madrid en 1597 ; il fut enterré en l'église St-Nicolas ou des Servites (es), son testament fut respecté et il repose actuellement en l'église de Saint-Jean-Baptiste de Maliaño.

## Formation
Juan de Herrera étudia à l'université de Valladolid en 1548. Il suivit son prince Philippe II d'Espagne en tant que chevalier de sa maison et découvre la Renaissance en Europe. En 1553, il fut soldat pour son roi Charles Quint dans ses déplacements en Europe (Flandres, Italie, États d'Allemagne) et participa à ses campagnes militaires. Il l'accompagna dans sa retraite dans le monastère de Yuste.

## Empreinte
On lui doit l'Escurial, qu'il a réalisé sur les plans de Jean de Bautista de Tolède, après la mort de ce dernier ; où il a créé un style architectural de la Renaissance qui a influencé l'architecture espagnole pour le siècle à venir et qu'on appelle « herreriano » ou « école herreriana ». Il permit la transition depuis le style plateresque qui prédominait jusque-là. Sa rigueur toute mathématique épure et renouvelle l'architecture. La cathédrale de Valladolid et l'Archivo General de Indias sont construits selon ses plans. Il est aussi le créateur des plans initiaux de la Plaza Mayor de Madrid.
Il est également l'un des fondateurs de l'Académie royale des sciences exactes, physiques et naturelles d'Espagne.

## Écrits
- Discurso sobre la figura cúbica, discussion sur la forme cubique où il explique les relations mathématiques ;
- Libro del saber de astronomía, livre sur la science astronomique en 1562.

## Réalisations
1. Palais royal d'Aranjuez en 1561;
2. Monastère de l'Escurial en 1563 ;
3. palais de El Quexigal (es) en 1563, à Madrid, aujourd'hui disparu ;
4. l'Escurial en 1567 après le décès de Bautista jusqu'à 1584 ;
5. la façade sud de l'Alcazar de Tolède entre 1571 et 1585 ;
6. maison du consistoire de Tolède en 1575 ;
7. pont de Ségovie (es) entre 1582 et 1584 ;
8. Archivo General de Indias en 1583 ;
9. Cathédrale de Valladolid en 1589 ;
10. Plaza Mayor de Madrid pour les dessins.

## Galerie

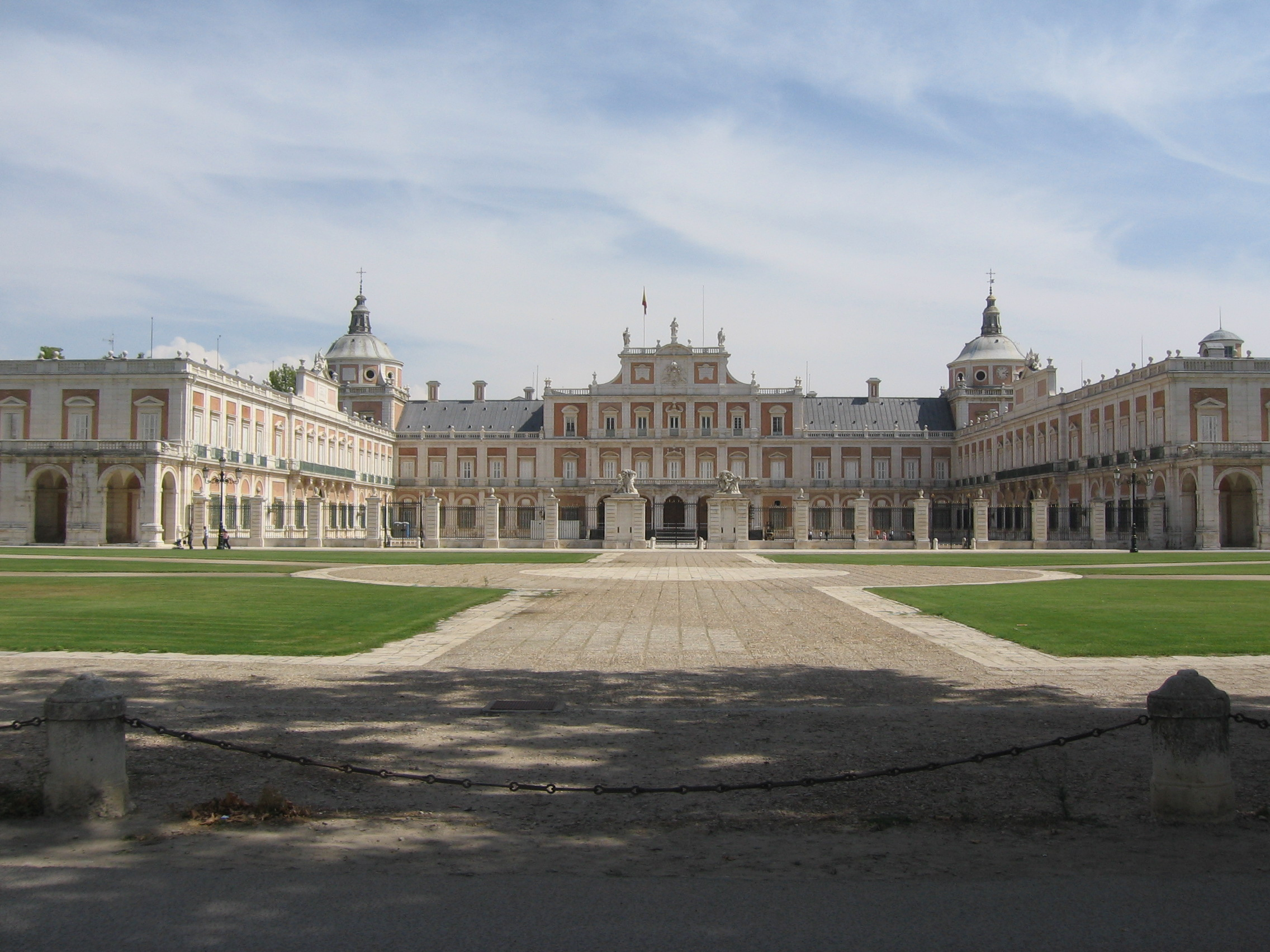
Palais royal d'Aranjuez.
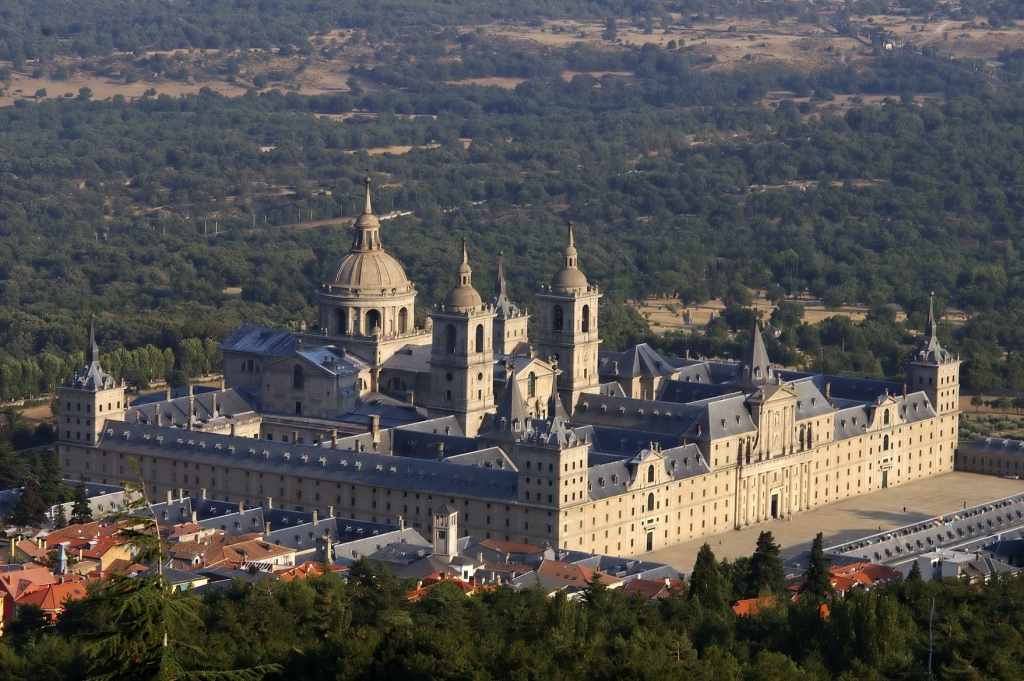
Le site royal de l'Escurial.
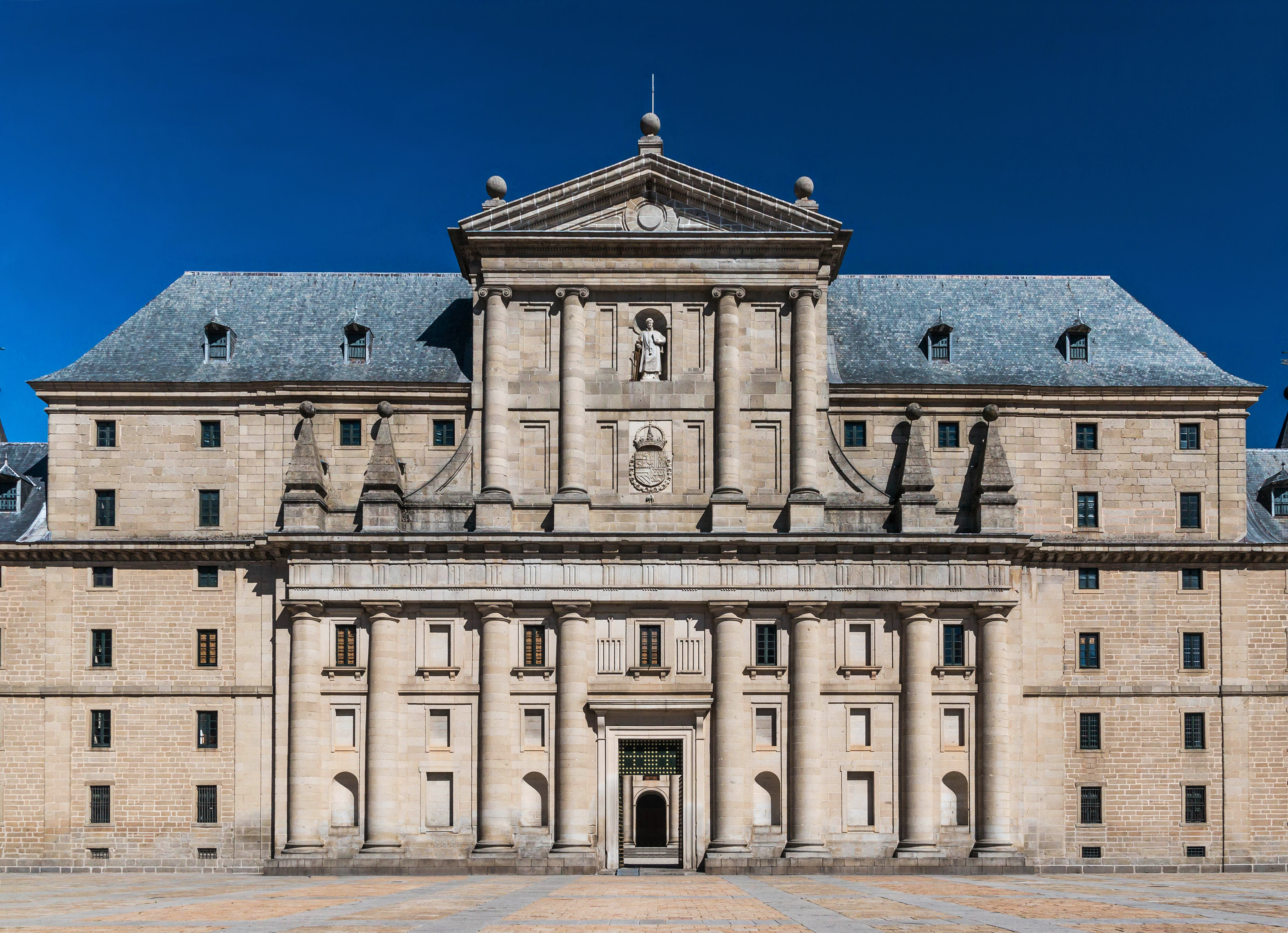
Façade de l'entrée du palais de l'Escurial.
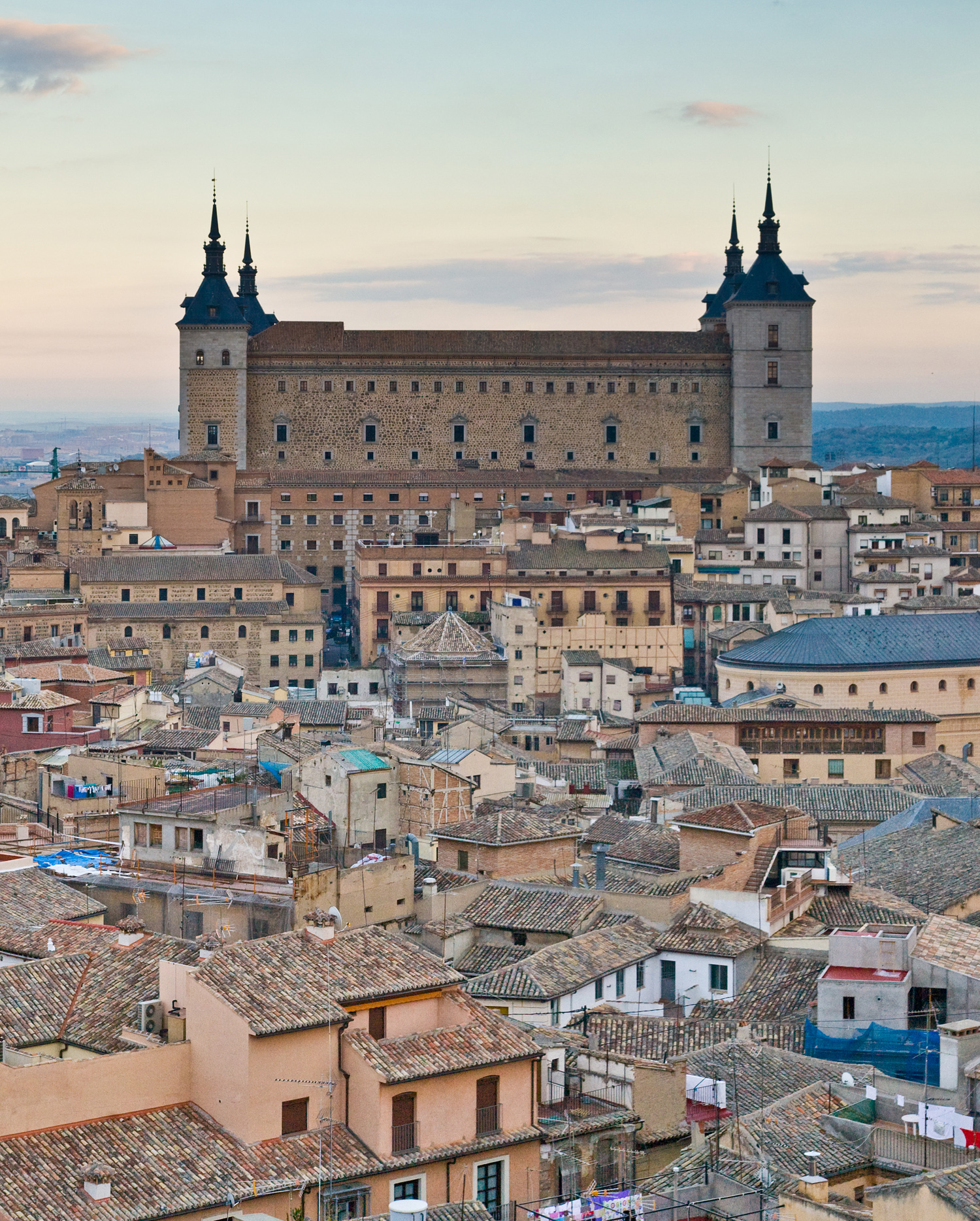
façade sud de l'Alcazar de Tolède
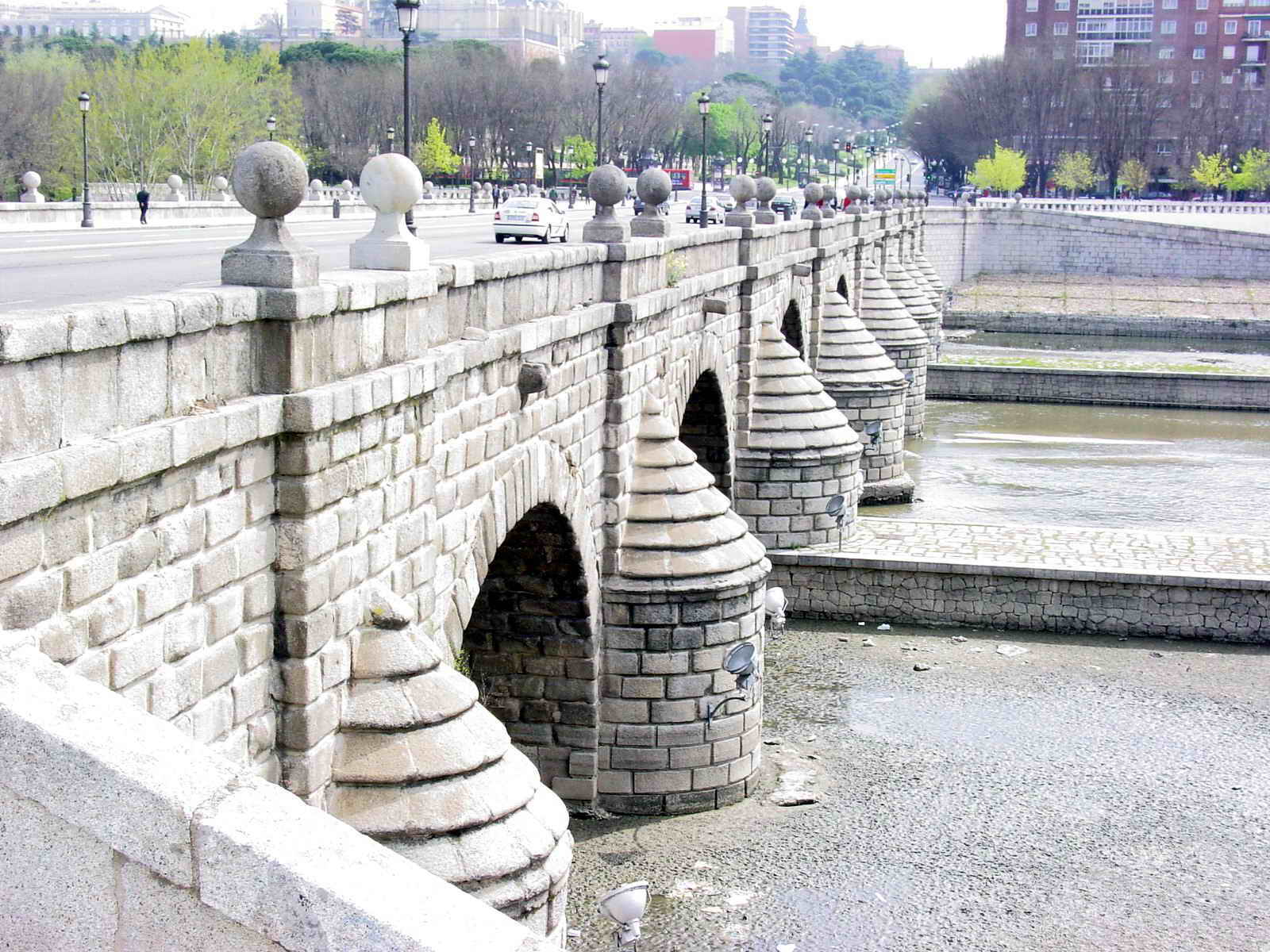
Pont de Ségovie à Madrid.
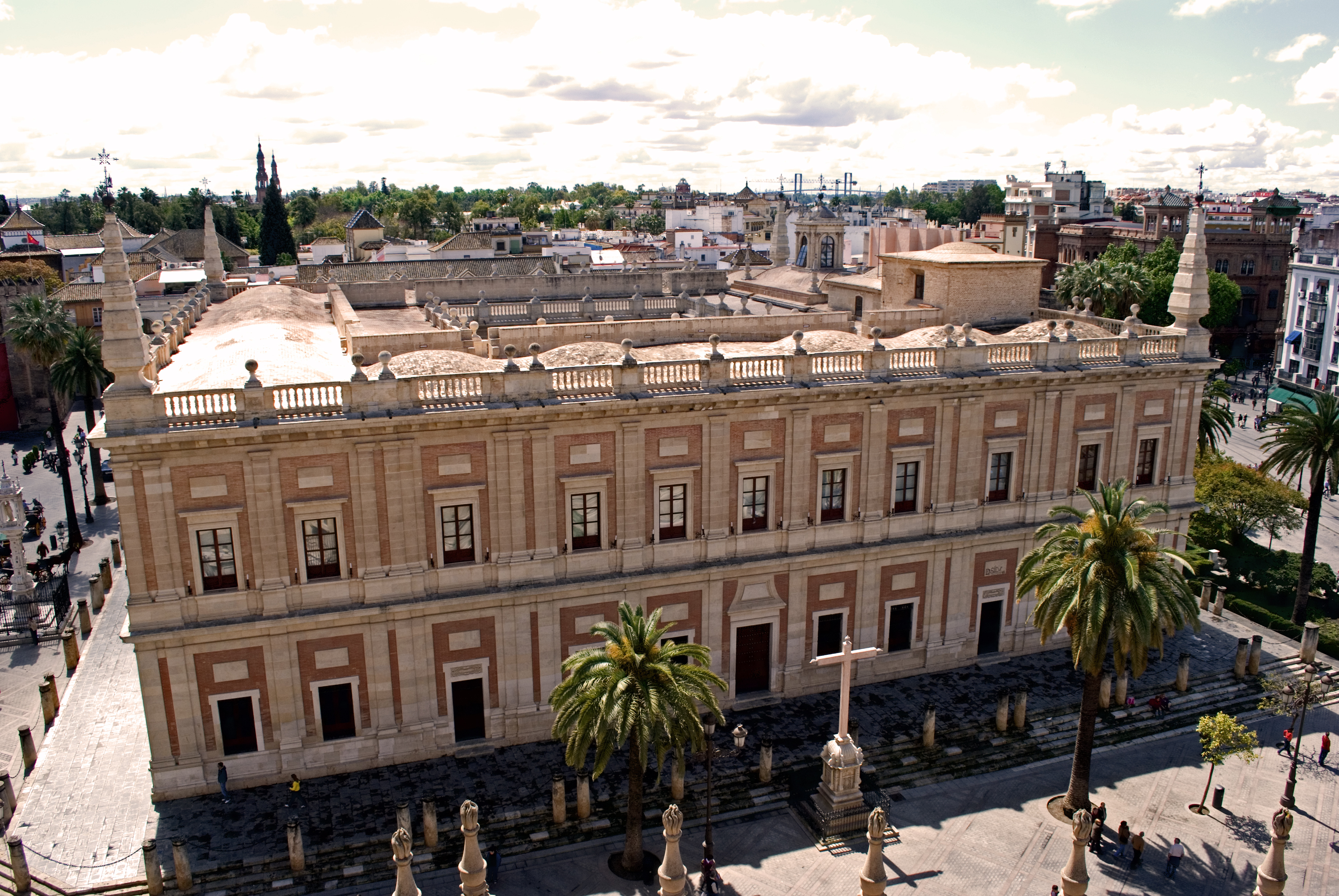
Archivo de Indias, Séville.
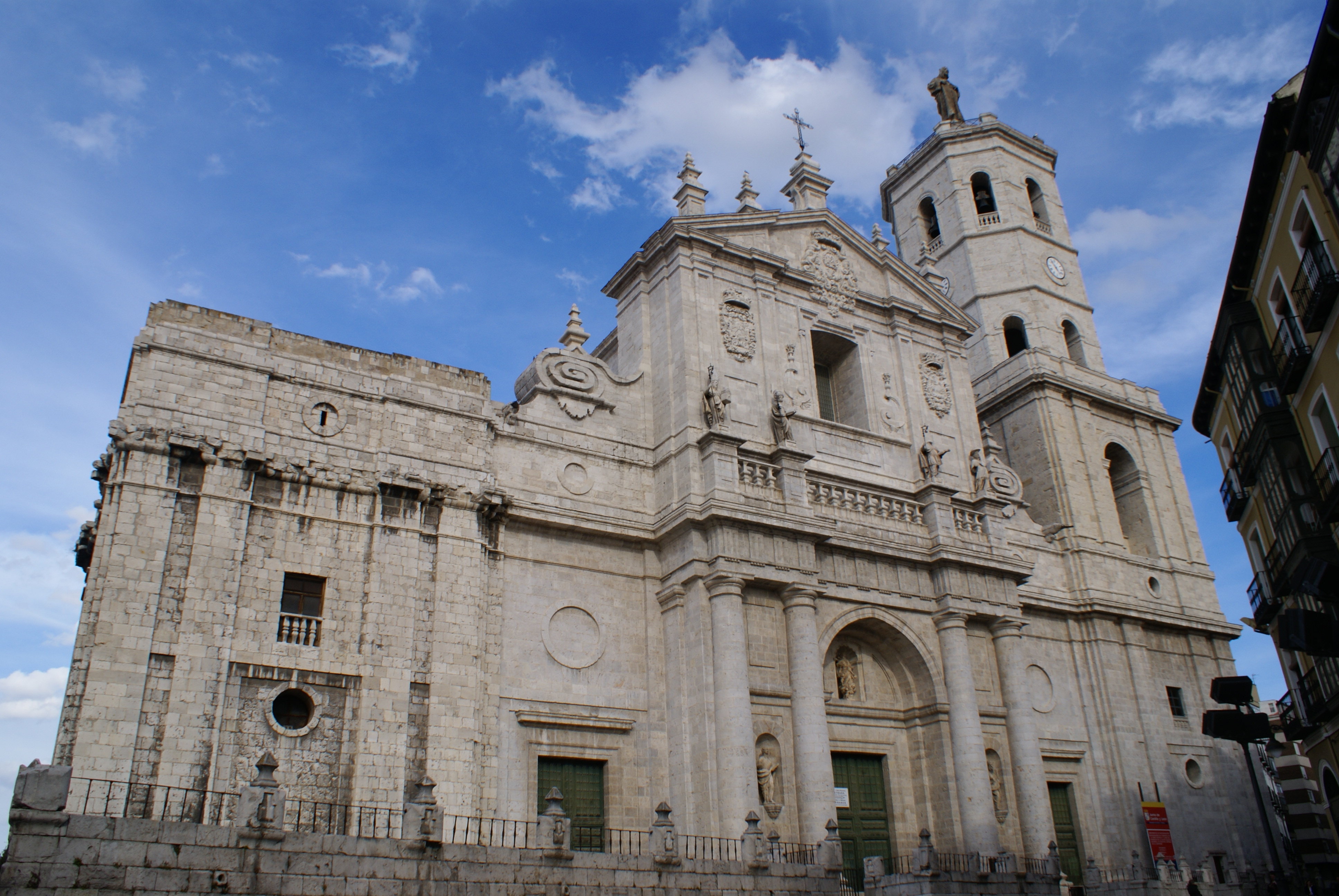
Cathédrale de Valladolid

## Sources
- (en)/(es) Cet article est partiellement ou en totalité issu des articles intitulés en anglais « Juan de Herrera » (voir la liste des auteurs) et en espagnol « Juan de Herrera » (voir la liste des auteurs).